# Rázsó Imre (gépészmérnök)
Rázsó Imre (Kassa, 1904. október 14. – Budapest, 1964. október 31.) magyar gépészmérnök, műszaki egyetemi tanár. 1949-től a Magyar Tudományos Akadémia levelező tagja. Rázsó Imre növénynemesítő fia.

## Élete
A Műegyetem elvégzése után az Első Magyar Gazdasági Gépgyárnál helyezkedett el, mint tervezőmérnök. 1938-ban a Hofherr-Schrantz-Clayton-Shuttleworth Gépgyári Művek Rt.-hez hívták, amit elfogadott. Részt vett az egyhengeres izzófejes nyersolajmotorral hajtott HSCS izzófejes traktorok kifejlesztésében. 1941-ben főmérnökké nevezték ki. 

## Emlékezete
- Mellszobra a Budapesti Műszaki és Gazdaságtudományi Egyetemen.